# 塞利米耶清真寺 (尼科西亞)
塞利米耶清真寺（土耳其語：Selimiye Camii），也被称作 阿基亚索非亚大教堂（希臘語：Καθεδρικός Αγίας Σοφίας），前身为圣索非亚大教堂，是一座在塞浦路斯的清真寺，位于塞浦路斯北部土耳其控制区域，是尼科西亚城内一座主要的清真寺以及主要古迹之一。

## 历史
塞利米耶清真寺是塞浦路斯国内现存最古老及最宏大的哥特式教堂，据信是早期拜占庭帝国教堂的组成部分。该教堂建筑风格属于典型的12世纪初哥特式建筑。由于建设规模庞大、资金缺乏以及不同的历史事件，该教堂建设了150年时间，然而即使到现在它也没有完全建成，因为没有构建西南塔和门廊的楼梯。
随着奥斯曼帝国在1570年占领尼科西亚，阿基亚索非亚大教堂变成了一座清真寺，教堂西部加入两个清真寺标志性的塔尖。大教堂中描述旧约和新约场景的丰富的壁画、雕塑和花窗玻璃被破坏。各种吕西尼昂国王和王子的丧葬墓碑也被毁坏。
1954年8月，为纪念塞利姆二世这位在奥斯曼帝国征服塞浦路斯期间统治尼科西亚的苏丹，该教堂改名为塞利米耶清真寺。

## 图集

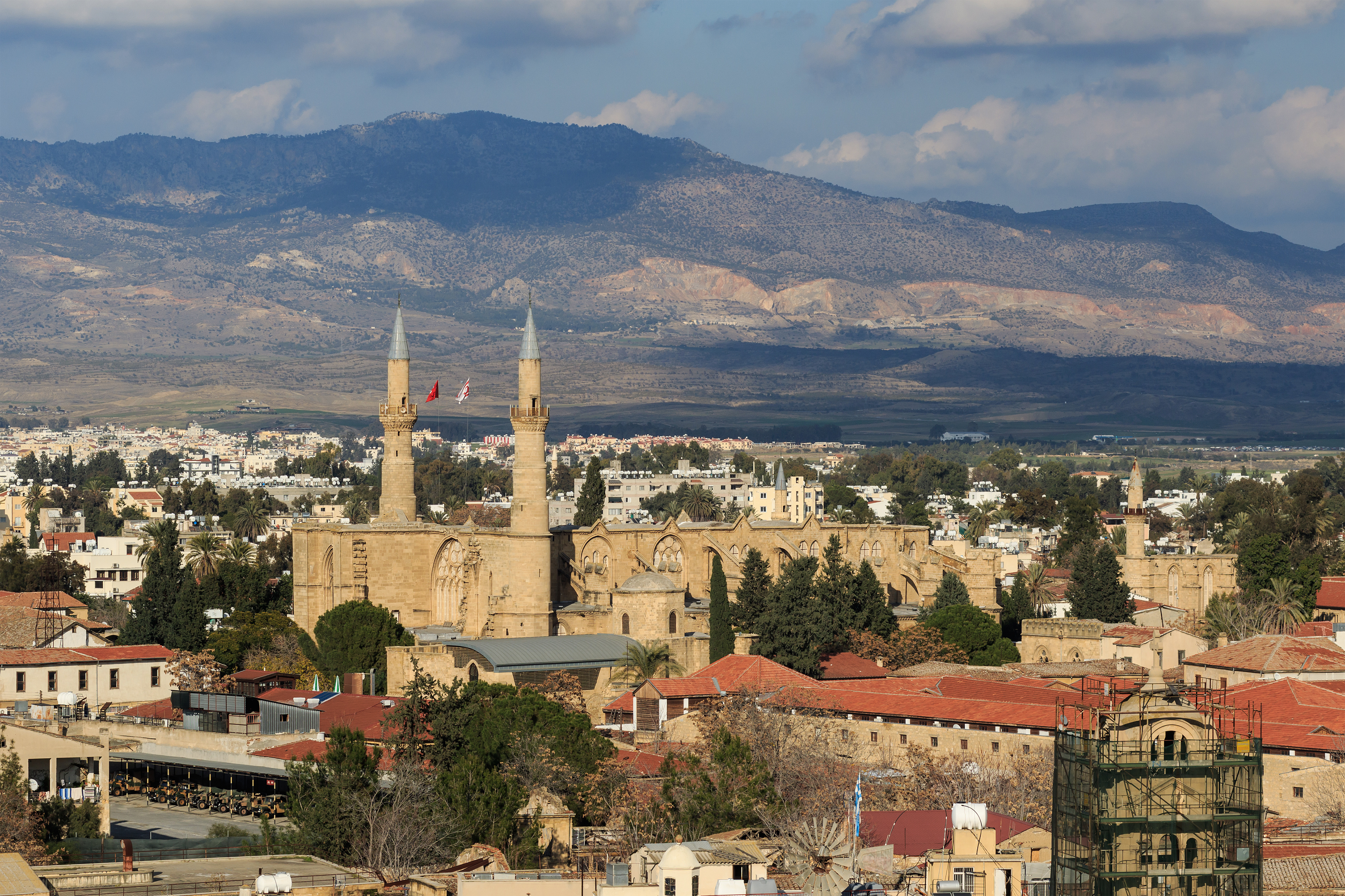
远眺塞利米耶清真寺
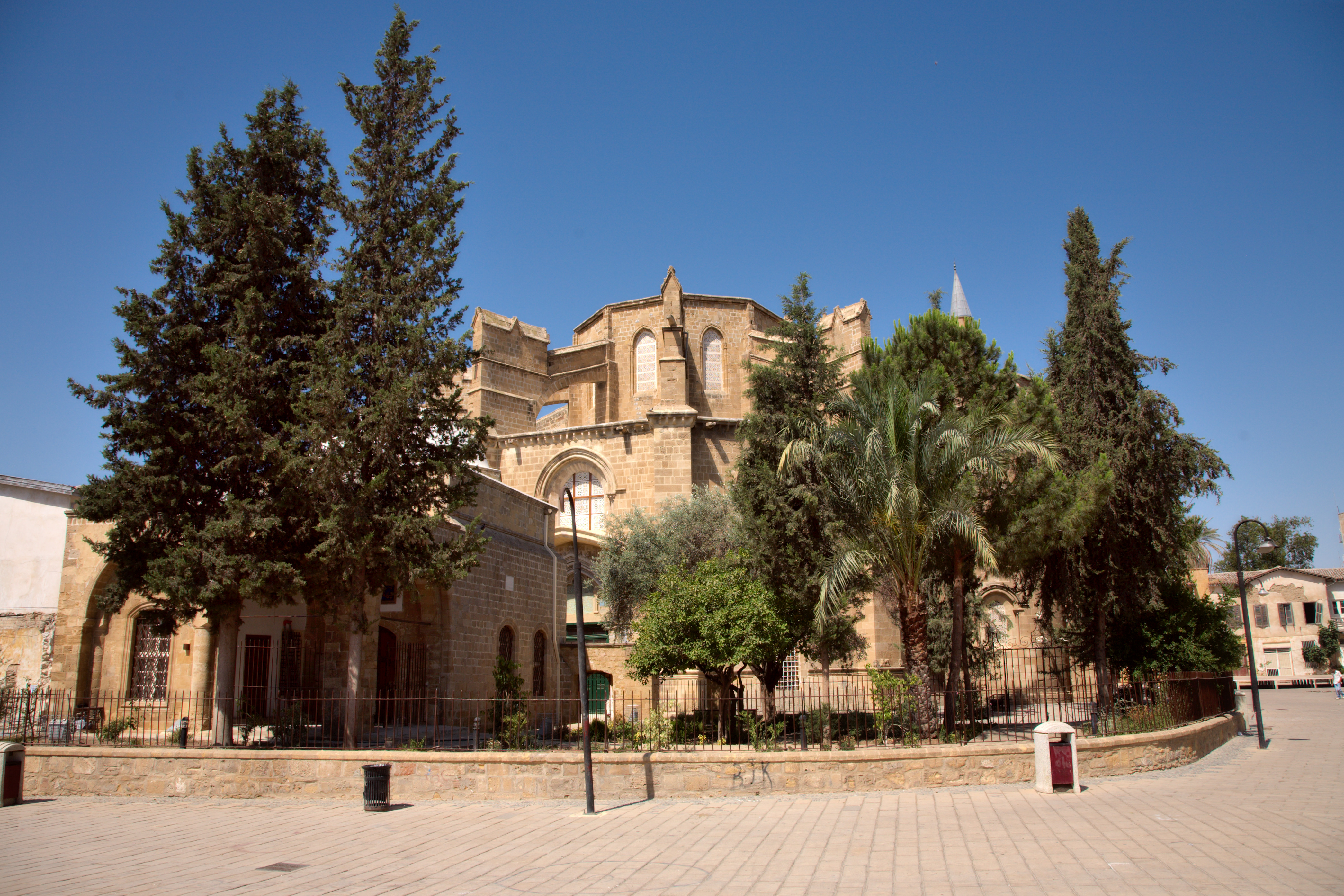
圣索菲亚大教堂，东观
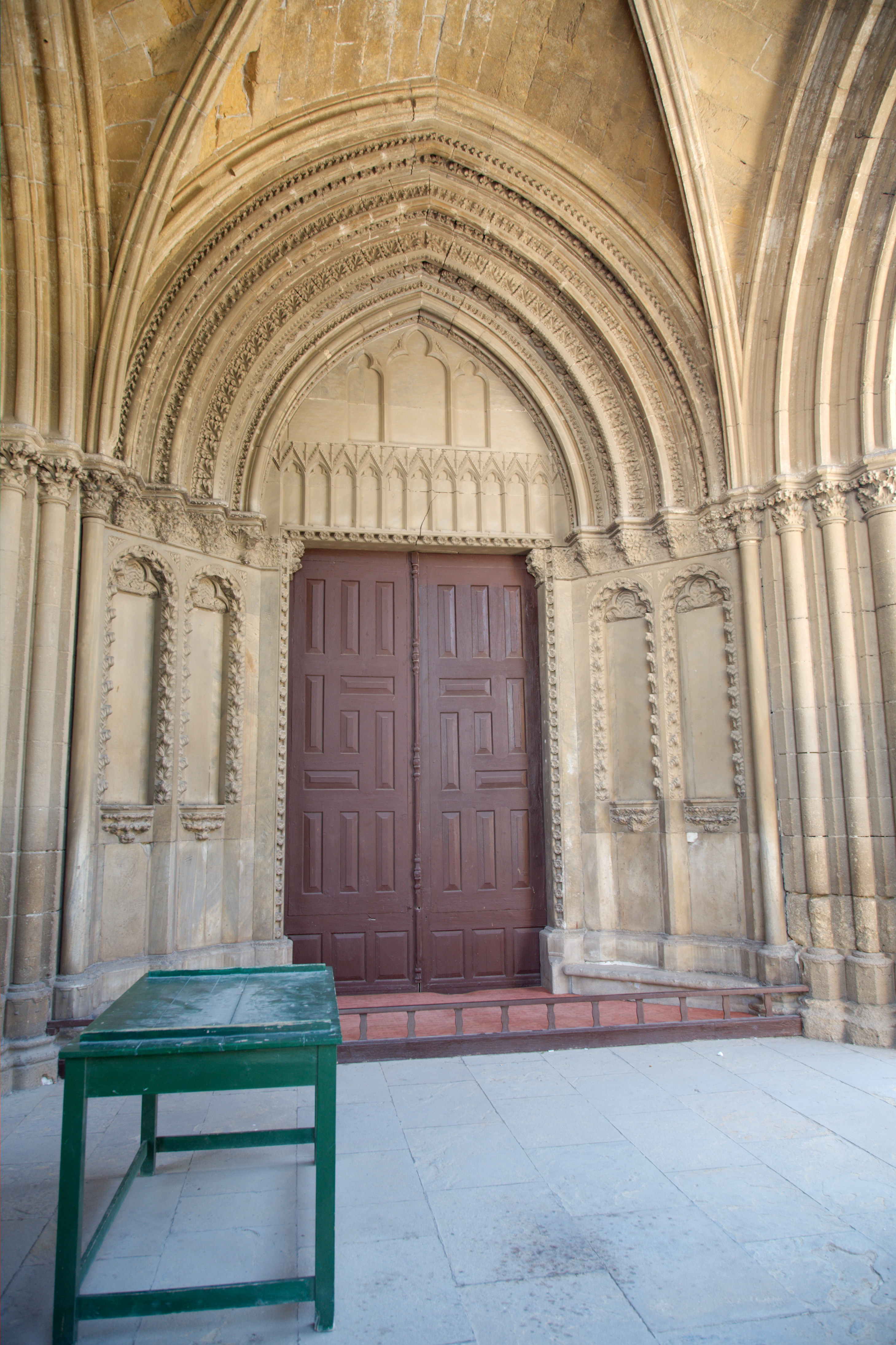